# Danhal-Kpangara
Ne doit pas être confondu avec Danhal ou Danhal-Pèra.
Danhal-Kpangara est une localité située dans le département de Gaoua de la province du Poni dans la région Sud-Ouest au Burkina Faso.

## Géographie
Danhal-Kpangara est situé à environ 20 km au sud de Gaoua.

## Santé et éducation
Le centre de soins le plus proche de Danhal-Kpangara est le centre hospitalier régional (CHR) de la province à Gaoua.